# 米海兵隊員14歳沖縄少女強姦事件
米海兵隊員14歳沖縄少女強姦事件は、2008年（平成20年）2月10日、沖縄県で14歳の中学二年生の女子生徒が米海兵隊員によって性的暴力を受けた事件である。被害者が告訴を取りさげたため不起訴となった。

## 事件の概要
2008年（平成20年）2月10日、14歳中学2年生の女子生徒が、友人2人と沖縄市コザの商業施設に遊びに来ていたところ、20時半頃に大型バイクに乗った男に送っていく、などと誘われ、後部座席に乗ったまま男の自宅まで連れて行かれた。女子生徒は怖くなって逃げ出し、友人に電話で助けを求めたが、男に追いつかれ「ドライブしよう」と言われ、車に乗った。22時半、この車内で暴行され、北谷町の公園でうずくまっているところを警察に保護された。
2月11日、女子生徒が男の自宅や人相などを覚えていたことから、沖縄県警は38歳の米海兵隊キャンプ・コートニー所属2等軍曹Aを強姦容疑で逮捕した。A軍曹は「抱きついたりはしたが、暴行はしていない」「押し倒してキスをしようとしただけ」「少女の実際の年齢を知らなかった」と容疑を否認し続けた。
2月29日、那覇地検は逮捕されたA軍曹を、被害者が告訴を取り下げたとして不起訴処分とし釈放した。事情を聴いていた検事に対し、少女は、「これ以上かかわりたくない。そっとしておいて欲しい」と述べ、告訴を取り下げたという。検察側は、精神的打撃を受けた被害者から事情を聞くことは困難で、起訴する十分な証拠を集められなかったと語った。Aが釈放されたことに対し、非難が高まった。
2月29日、A軍曹釈放について、ケーシー米国務省副報道官は記者会見で、「米国の法律を順守する義務もある」と、米軍が独自に捜査を継続すると語った。
5月16日、米軍がA軍曹を訴追して軍法会議が開かれた。A軍曹は未成年の少女に対する強姦、性的虐待、偽証、姦通、巧妙な手口による誘拐の5罪に問われ、検察側は禁固8年を求刑していたが、公判前の予備審問で一部の罪を認めたため刑が軽減され、より罪の軽い「暴力的性行為」で禁固4年（実質3年）の有罪判決が言い渡され、不名誉除隊処分を受けた。一方、強姦と拉致については検察側が訴追を取り下げた。

## 被害者に対するバッシング及びそれに対する批判
2月14日、週刊新潮は「『危ない海兵隊員』とわかっているのに 暴行された沖縄『女子中学生』」という記事を掲載した。「『危ない』はずの米兵に気軽に付いていったツケは14歳の少女にとってあまりに重いといわざるをえない」と、女子中学生に非があるかのような記事をだした。またインターネットでも多く少女側への非難が書き込まれた。それに対し、朝日新聞は、2月17日、「米兵による性犯罪が起きるたび、『ついてゆく方も悪い』などと被害女性に責任を転嫁し、根拠もなく中傷する物言いが繰り返された」と批判した。